# Киселица (Крива Паланка)
Киселица (мкд. Киселица) је насеље у Северној Македонији, у крајње североисточном делу државе. Киселица је у оквиру општине Крива Паланка.

## Географија
Киселица је смештена у крајње североисточном делу Северне Македоније. Од најближег већег града, Куманова, село је удаљено 70 km источно.
Село Киселица се налази у историјској области Славиште. Насеље је положено у долини речице Добровнице, а подно планине Чупина, на око 870 метара надморске висине.
Месна клима је планинска због знатне надморске висине.

## Становништво
Киселица је према последњем попису из 2002. године имала 101 становника. Од тога огромну већину чине етнички Македонци (100%).
Претежна вероисповест месног становништва је православље.